# Маргерит, Поль
Поль Маргери́т (фр. Paul Margueritte; 1860—1918) — французский писатель и драматург, член Академии Гонкуров.
Сын дивизионого генерала Жана Огюста, старший брат и соавтор писателя Виктора Маргерита, отец французских писательниц и переводчиц Люси (фр. Lucie, 1886—1955) и Евы Поль-Маргерит (1885—1971).

## Творчество
В отличие от брата Виктора, Поль Маргерит больше откликался на литературно-общественную злобу дня.
В своём романе «Сила вещей» (фр. «La force des choses», 1882) показал себя одним из крайних приверженцев натуралистической манеры Золя. Последней он оставался верен в ряде произведений: «Все четверо» (фр. «Tous quatre», 1883), «Мой отец» (фр. «Mon père», 1885), «Pascal Gefosse», 1887, «Дни испытаний» (фр. «Jours d’Epreuve», 1888), — рисующих с точки зрения якобы «научной» доктрины наиболее тёмные стороны социальной жизни Франции.
В ряде романов à thèse Поль Mаргерит рисует кризисы, душевные конфликты героев и героинь — «Любовники» (фр. «Les Amants», 1890, «Старшая» (фр. «Ma grande», 1892), «Порыв» фр. «La Tourmente», 1893), «Взлёт» (фр. «L’Essor», 1896). В этих произведениях он вульгарно варьирует мотивы Достоевского.
В сотрудничестве с братом Маргерит разрабатывал преимущественно социально-исторические темы по циклам с общими заглавиями: например, тетралогия 1898—1904 годов «Эпоха» (фр. «Une Epoque» — «Le Désastre», 1898, «Les Tronçons du Glaive», 1900, «Les braves Gens», 1901, и «Коммуна» («La Commune»), 1904).
Во французской литературе братья Mаргериты стяжали себе известность бытописателей, удовлетворяющих запросам мелкобуржуазного читателя.
Поль Маргерит посвятил книгу парижскому «Малому театру», театру кукол на улице Вивьен.

## Произведения
- La flamme
- L’embusqué
- La Maison brûle
- La Commune
- La Pariétaire
- Maison ouverte
- La faiblesse humaine
- Les sources vives
- Les Fabrecé
- Nous, les mères
- Le carnaval de Nice
- La princesse noire
- Jouir (deux volumes 1918)

### Совместно с Виктором Маргеритом
- La Pariétaire (1896)
- Le Carnaval de Nice (1897)
- Poum, aventures d’un petit garçon (1897)
- Une époque (4 volumes, 1897—1904) (Vol. 1 Le Désastre)
- Femmes nouvelles (1899)
- Le Poste des neiges (1899)
- Mariage et divorce (1900)
- Les tronçons du glaive, Paris, Plon, 1900.
- Les Deux Vies (1902)
- Le Jardin du Roi (1902)
- L’Eau souterraine (1903)
- Zette, histoire d’une petite fille (1903)
- Histoire de la guerre de 1870-71 (1903)
- Le Prisme (1905)
- Quelques idées : le mariage libre, autour du mariage, pèlerins de Metz, l’oubli et l’histoire, les charges de Sedan, l’officier dans la nation armée, l’Alsace-Lorraine (1905)
- Le Cœur et la loi, pièce en 3 actes, Paris, Théâtre de l’Odéon, 9 octobre 1905
- Sur le vif (1906)
- Vanité (1907)
- L’Autre, pièce en 3 actes, Paris, Comédie-Française, 9 décembre 1907
- Nos Tréteaux. Charades de Victor Margueritte. Pantomimes de Paul Margueritte (1910)
- Les Braves Gens. La Chevauchée au gouffre (Sedan) (1935)

## Русские переводы
- Осада Страсбурга. СПб., 1902;
- Коммуна, роман, СПБ, 1904 и Москва, 1906;
- Новая женщина, П., 1924 (в других переводах «Товарищ», М., 1924) и др.